# Raysut
Raysut  (ريسوت in arabo), è una città portuale nel sud-ovest dell'Oman.
| Controllo di autorità | VIAF (EN) 148051413 · LCCN (EN) no96042162 · J9U (EN, HE) 987007533444205171 |